# Bemannter Torpedo

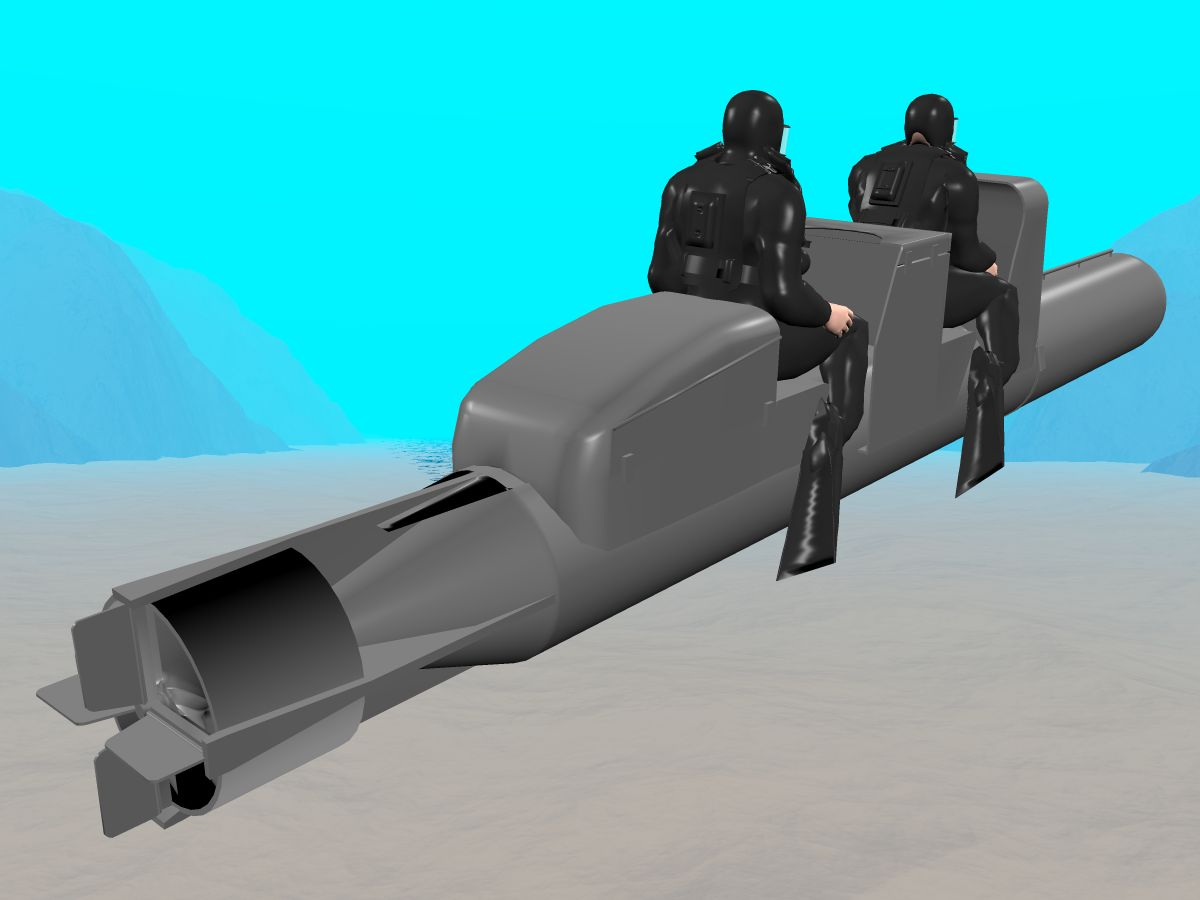
Bemannter Torpedo: British Mk 1 Chariot mit Tauchern

Ein bemannter Torpedo ist eine Kriegswaffe sowie ein Kleinkampfmittel und organisatorisch der Marine oder den Kampfschwimmern zugeordnet. Bemannte Torpedos basieren auf modifizierten Torpedos, deren Größe den Einsatz mit Tauchern erlaubt. Im Gegensatz dazu benötigen Besatzungen von Kleinst-U-Booten keine persönliche Tauchausrüstung. Die Taucher bemannter Torpedos werden umgangssprachlich auch Torpedoreiter genannt.

## Besonderheiten und Abgrenzung zu Kleinst-U-Booten

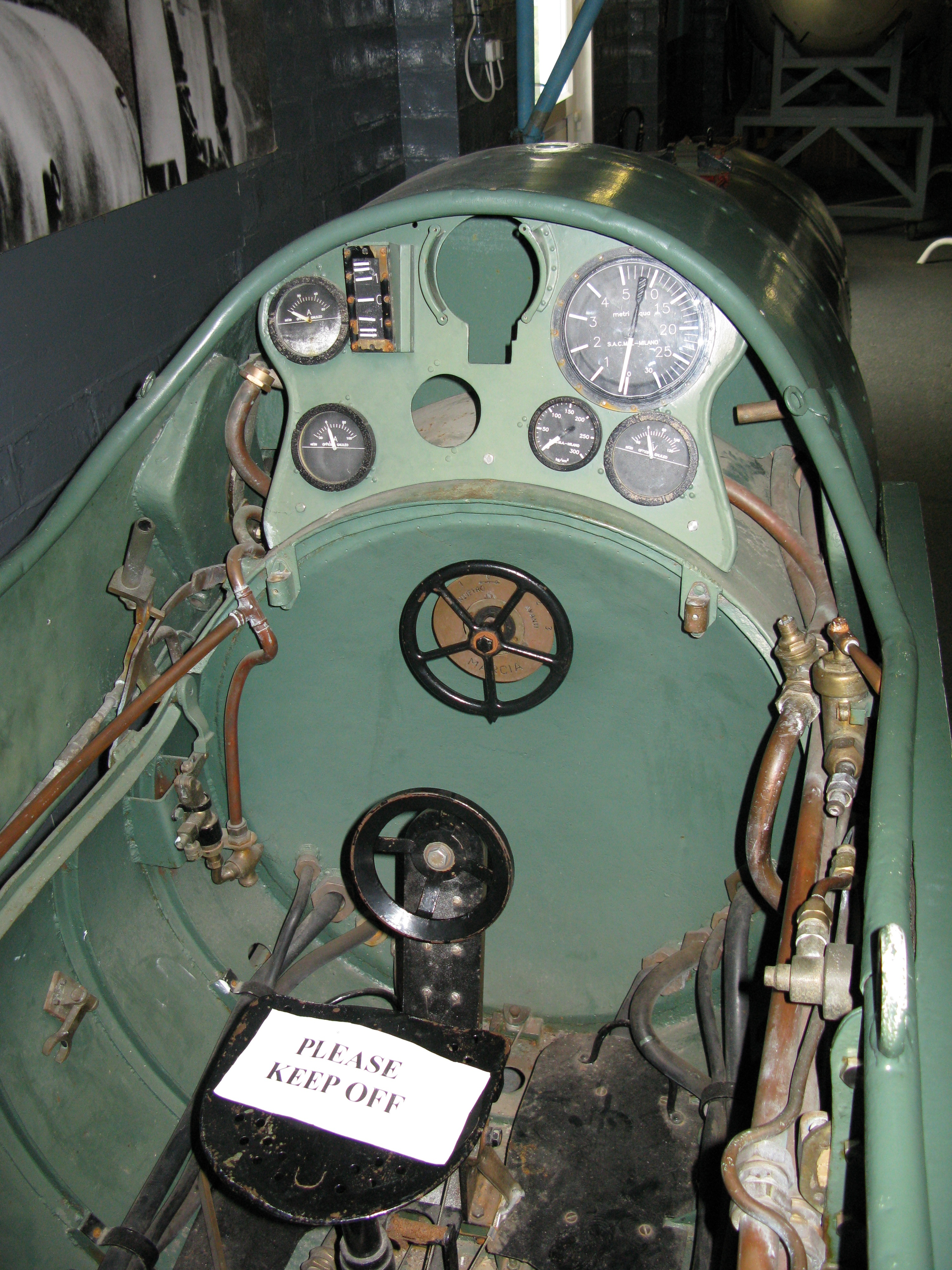
Cockpit eines SLC der italienischen Marine

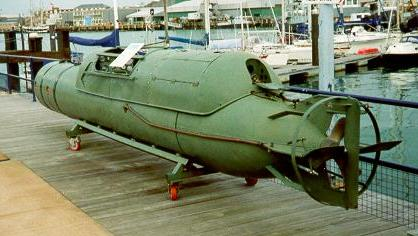
Bemannter Torpedo Siluro San Bartolomeo (SBB) der italienischen Marine

- Aufgrund der eingeschränkten Reichweite werden die bemannten Torpedos in der Regel mit Schiffen, U-Booten oder Flugzeugen in die Nähe des Zieles gebracht. Die Torpedos wurden hierbei zum Teil einfach nachgeschleppt, über die Bordwand gehievt, per Fallschirm abgeworfen oder durch speziell eingebaute Luken bei Schiffen bzw. U-Booten unter Wasser ausgeschleust.
- Sonderformen von bemannten Torpedos dienen als ziviles Tauchertransportmittel (Tauchsport, Berufstauchen) bzw. beim militärischen Einsatz der Küstenaufklärung und Transportmittel für Kommandoeinheiten, Froschmänner und Kampfschwimmer.
- Ähnlich im Einsatz zu bzw. parallel eingesetzt mit den britischen Faltbooten und X-Craft-Booten, den italienischen Sprengstoffbooten bzw. den deutschen Kleinkampfmitteln. Von italienischer Seite waren weiter Boote ähnlich den X-Crafts bzw. den deutschen Klein-U-Booten im Betrieb.
- Die deutschen Kleinst-U-Boote mit zwei extern aufgehängten Torpedos bzw. die japanischen Klein-U-Boote mit 2 internen Torpedorohren können als den bemannten Torpedos verwandt angesehen werden, waren allerdings vollständig ausgestattete miniaturisierte U-Boote. Die britischen X-Crafts unterschieden sich in der größeren Besatzungsstärke, dem Taucherausstieg und der seitlichen Minenladung. Heutige kleine und hochtechnisierte Küsten-U-Boote sind allerdings eher kleine „große“ U-Boote und daher auch größenmäßig nicht mehr mit den Kleinst-U-Booten vergleichbar.
- Der Übergang zum voll einsatzfähigen, kleinen Küsten-U-Boot ist teils fließend zu sehen, in manchen Parametern sind die Boote im Einzelfall vergleichbar. Der deutsche Elektro-Boot-Typ XXIII etwa war mit zwei Torpedos, in innenliegenden Rohren untergebracht, vergleichbar den deutschen, italienischen und japanischen Kleinkampfmitteln bewaffnet, verfügte aber über Sonar und war an Reichweite und Fähigkeiten überlegen. Andere, spezialisierte Boote, wie etwa die amerikanische NR-1, verfügen, obwohl militärisch, über spezielle Taucher- und Arbeitsvorrichtungen.

## Bekannte Typen
- Mignatta: 1918 entwickelter italienischer Urtyp eines bemannten Torpedos
- SLC: 1935 entwickelter italienischer Typ
- Chariot: 1942 entwickelter britischer Torpedo, dessen Vorlage ein erbeuteter SLC war
- Neger: 1943 entwickelter deutscher bemannter Torpedo
- Marder: 1943 entwickelter deutscher bemannter Torpedo
- Hai: 1945 entwickelter deutscher Prototyp eines bemannten Torpedos.
- Kaiten: 1943 entwickelter japanischer bemannter Torpedo für Selbstmordeinsätze
- Błotniak: 1978 entwickeltes polnisches Einmann-Unterwasserfahrzeug ohne eigene Druckkabine.

## Einsatzbeispiele
- 1918 durch Italien: Versenkung des österreichischen Schlachtschiffes Viribus Unitis im Hafen von Pola.
- 1941 durch Italien im Mittelmeerraum: Beschädigung der Schlachtschiffe Queen Elizabeth und Valiant im Hafen von Alexandria. Weitere Einsätze u. a. gegen Malta und Gibraltar.
- 1942 durch Großbritannien: Versenkung des italienischen Kreuzers Bolzano im Kriegshafen von La Spezia. Weiterer Einsatz gegen die Achsenmächte im Mittelmeer, gegen das deutsche Schlachtschiff Tirpitz in Norwegen sowie versuchsweise im fernen Osten.
- Von deutscher Seite 1944 gegen Ziele im Ärmelkanal und später in der Schelde-Mündung. Am Ende des Zweiten Weltkrieges weitgehend erfolglos und mit hohen Verlusten gegen die alliierten Invasionsstreitkräfte bei Anzio und in der Normandie.